# Границя доданків ряду
Границя доданків ряду — для ряду {\displaystyle \sum _{n=1}^{\infty }a_{n}} можна побудувати послідовність {\displaystyle \{a_{k}\}} із його доданків і пошукати її границю.
- Існування нульової границі цієї послідовності {\displaystyle \lim _{n\to \infty }a_{n}=0} є простою необхідною умовою збіжності ряду.
- Існування ненульової границі є ознакою (достатньою умовою) розбіжності ряду.

## Доведення
Припустимо, що ряд збігається. За визначенням збіжності ряду послідовність {\displaystyle s_{k}=\sum _{i=1}^{k}a_{i}}, а отже, і послідовність {\displaystyle (s_{k+1})} збігаються до деякої спільної скінченної границі {\displaystyle s}.  Але {\displaystyle (a_{k+1})=\,(s_{k+1})-\,(s_{k})} і з властивостей границі послідовності {\displaystyle (a_{k+1}){\xrightarrow {\,}}s-s=0}, тобто послідовність {\displaystyle (a_{k})} збігається до нуля.

## Зауваження
Дана ознака є тільки достатньою, але не необхідною умовою розбіжності, тобто з того, що {\displaystyle (a_{k})} збігається до нуля не випливає збіжність ряду.
Так, гармонічний ряд {\displaystyle 1+{\frac {1}{2}}+{\frac {1}{3}}+...+{\frac {1}{n}}+...} є розбіжним, хоча його доданки прямують до нуля.